# HMS Somerset (F82)
La HMS Somerset (F82) es una fragata Tipo 23 de la Royal Navy comisionada en 1996 y actualmente en servicio.

## Construcción
Construida por Yarrow, fue puesta en gradas en 1992, botada en 1994 y asignada en 1996.

## Historia de servicio
En 1999 la fragata HMS Somerset cumplió una Atlantic Patrol Task (South) en las Islas Malvinas.
En 2007 fue la primera fragata en equipar el montaje DS30 Mk 2 de 30 mm.
En 2014 participó de la Operación Kipion en el golfo Pérsico.
En 2018 tuvo un refit.